# Marquesado de Casa Pavón
El marquesado de Casa Pavón  es un título nobiliario español creado por el rey Felipe V por real despacho del 31 de diciembre de 1706, con el vizcondado previo de Trobal, a favor de Miguel José Pavón de Fuentes y González Rojas, natural de Jerez de la Frontera (Cádiz), caballero de la Orden de Santiago.

## Marqueses de Casa Pavón
- Miguel José Pavón de Fuentes y González Rojas (n. Jerez de la Frontera, 1671), I marqués de Casa Pavón, veinticuatro de Jerez, coronel de Dragones, mariscal de campo, gobernador de La Habana, caballero de la Orden de Santiago y señor de los heredamientos de Mochales, el Moral y Casa Bermeja.[1]

Sucedió su hijo en 1712:
- Fernando Pavón Fuentes, II marqués de Casa Pavón.[2]

- III

- Álvaro Pavón López de Carrizosa, VI marqués de Casa Pavón..[3]

- Cayetano Pavón López de Carrizosa Castilla y Adorno, VII marqués de Casa Pavón[1] desde 1833.

Casó con Marta Rivas de Orozco.  Sin descendencia. Cedió sus derechos a favor de su sobrino carnal previa escritura y convenio firmado en Sevilla el 2 de noviembre d 1851.
- Francisco Javier López de Carrizosa y Pavón (Jerez de la Frontera, 1825-Jerez, 3 de noviembre de 1882), VIII marqués de Casa Pavón,[1]  I marqués de Mochales,[1] Senador[3][4] y Real Maestranza de Caballería de Sevilla|maestrante de Sevilla.[1]

Casó en 1853 con María del Rosario de Giles y Rivero (m. 21 de marzo de 1899), hija de Miguel de Giles y Fernández de Rivero, caballero de l Orden de Carlos III, diputado y consejero real de Agricultura, y de Josefa Rivero de la Tixera. Sucedió su hijo:
- Francisco Javier López de Carrizosa y de Giles (Jerez de la Frontera, 29 de febrero de 1856-Madrid, 4 de enero de 1910), IX marqués de Casa Pavón[1][5] y senador.[6]

Casó en primeras nupcias el 22 de octubre de 1884, en Jerez, con María de los Ángeles López de Carrizosa y Garveym (Jerez, 4 de mayo de 1864-Madrid, 17 de abril de 1896). Contrajo un segundo matrimonio el 14 de noviembre de 1901 con María de la Aurora Ozores y Saavedra (1871-1953), VIII marquesa de Guimarey.  Después de enviudar, contrajo un segundo matrimonio con su primo Rodrigo de Saavedra y Vinent, II marqués de Villalobar. Sin descendencia, le sucedió su hermano:
- Miguel López de Carrizosa y de Giles (Jerez de la Frontera, 13 de junio de 1857-Madrid, 21 de julio de 1919), X marqués de Casa Pavón[1] y II marqués de Mochales. Fue Ministro de Abastecimientos, director general de Correos y Propiedades, Subsecretario de Hacienda y Vicepresidente del Congreso, Senador del Reino vitalicio, diputado a Cortes por Jerez de la Frontera, vicepresidente de la Junta de Arancelas, vocal del Instituto de Reformas Sociales y de la Comisaría general de Seguros.[7]

Casó el 24 de abril de 1882 con María de los Dolores Elduayen Martínez (Vigo, 1860-1 de febrero de 1999), VIII marquesa de Mos, grande de España, II marquesa del Pazo de la Merced y IX marquesa de Valladares. Sin descendencia, sucedió su hermano:
- José María López de Carrizosa y de Giles (m. Jerez, 1 de septiembre de 1920[1]), XI marqués de Casa Pavón,[1] III marqués de Mochales, I marqués de Casa Bermeja.

Casó con Inés Ponce de León y León, hija de Juan Manuel Ponce de León y Gordón, V marqués del Castillo del Valle de Sidueña, y de Inés de León. Le sucedió su hijo en 1923:
- Miguel López de Carrizosa y Ponce de León (n. Jerez de la Frontera, 3 de julio de 1904), XII marqués de Casa Pavón,[1] IV marqués de Mochales, II marqués de Casa Bermeja.

Soltero, sucedió el hijo de su primo Javier López de Carrizosa y Girona, II conde de Moral de Calatrava, que había casado con María Teresa de Ratibor y Grimaud d'Orsay, hermana del I y de II conde de Eleta:
- Jaime López de Carrizosa y de Ratibor, XIII marqués de Casa Pavón, V marqués de Mochales, III conde de Eleta y III conde de Moral de Calatrava.[10] En

Casó en diciembre de 1945 con María del Rosario de Mariátegui y de Silva (Madrid, 18 de octubre de 1921-7 de noviembre de 2008), XII duquesa de Almazán, grande de España